# Fringilla canariensis palmae
Fringilla canariensis palmae (лат.) — небольшая воробьинообразная птица из рода Зяблики семейства вьюрковых, подвид Fringilla canariensis (канарского зяблика), эндемик канарского острова Пальма.
Суарес с соавторами в 2009 году в ходе генетического анализа зябликов на Канарских островах, относившихся до этого к виду Fringilla coelebs, обнаружил, что там присутствуют по меньшей мере три подвида: F. c. palmae встречается на Пальме в западной части архипелага, F. c. canariensis — на Гомере и Тенерифе. Вид на Иерро — F. c. ombriosa и четвёртый, до сих пор неописанный таксон, ранее отнесённый к F. c. canariensis, на Гран-Канарии. Другой макаронезийский подвид встречается на Азорских островах (F. c. moreletti) и на Мадейре (F. c. maderensis).